# Queen Alia International Airport
Queen Alia International Airport is de grootste luchthaven in Jordanië. Ze is genoemd naar koningin Alia al-Hoessein, de derde echtgenote van koning Hoessein, die in 1977 stierf in een helicoptercrash. De luchthaven ligt op zo'n 35 km ten zuiden van het centrum van de hoofdstad Amman. Omdat Marka International Airport, de luchthaven nabij het centrum van Amman, niet meer kon uitbreiden, werd deze nieuwe luchthaven buiten het centrum van de stad gebouwd.
De luchthaven werd geopend in 1983. Ze beschikt over twee evenwijdige landingsbanen van 3660 m elk. In 2010 bediende ze 5,4 miljoen passagiers. Een nieuwe terminal, met een capaciteit van 9 miljoen passagiers per jaar, werd in maart 2013 in gebruik genomen. Een verdere uitbreiding tot 12 miljoen passagiers per jaar is voorzien voor een latere fase. Airport International Group, een consortium van Jordaanse en buitenlandse bedrijven staat in voor de uitbouw en de uitbating van de luchthaven. AIG heeft hiervoor in 2007 voor 25 jaar een concessie verkregen. 
Queen Alia International Airport is de thuishaven van de luchtvaartmaatschappijen Royal Jordanian en Jordan Aviation.